# Necati Er
Pour les articles homonymes, voir Er.
Necati Er (né le 24 février 1997 à Samsun) est un athlète turc, spécialiste du triple saut.

## Carrière
Le 25 juin 2019 à Bursa, il porte le record national en 16,99 m en battant celui de Şeref Osmanoğlu. Il réussit 17,05 m (+ 0,9 m/s) en qualifications des championnats d'Europe espoirs à Gävle.
Il se classe 11e des championnats du monde 2019 à Doha avec 16,34 m.

## Palmarès
| Date | Compétition                     | Lieu      | Résultat | Discipline       | Marque  |
| ---- | ------------------------------- | --------- | -------- | ---------------- | ------- |
| 2017 | Championnats d'Europe espoirs   | Bydgoszcz | 9e       | Triple saut      | 15,82 m |
| 2019 | Championnats d'Europe espoirs   | Gävle     | 1er      | Triple saut      | 17,37 m |
| 2019 | Championnats du monde           | Doha      | 11e      | Triple saut      | 16,34 m |
| 2021 | Jeux olympiques                 | Tokyo     | 6e       | Triple saut      | 17,25 m |
| 2022 | Jeux de la solidarité islamique | Konya     | 1er      | Triple saut      | 16,73 m |
| 2022 | Jeux de la solidarité islamique | Konya     | 3e       | Saut en longueur | 7,83 m  |
| 2023 | Jeux européens                  | Chorzów   | 2e       | Triple saut      | 16,71 m |

## Records
| Épreuve     | Épreuve   | Marque       | Lieu     | Date            |
| ----------- | --------- | ------------ | -------- | --------------- |
| Triple saut | Plein air | 17,37 m (NR) | Gävle    | 14 juillet 2019 |
| Triple saut | En salle  | 16,61 m      | Istanbul | 18 janvier 2018 |